# 亨利街 (曼哈顿)

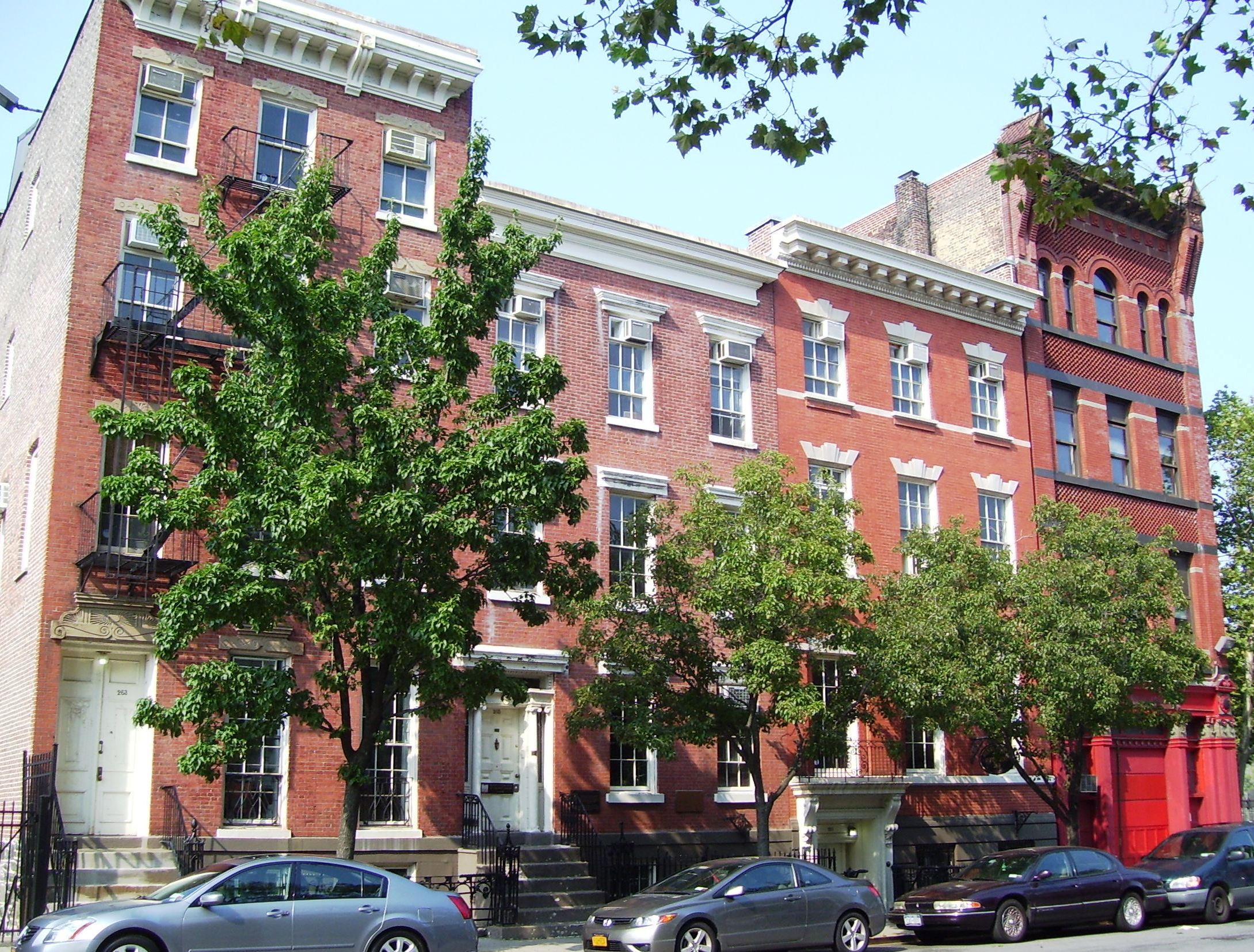
位於蒙哥馬利街 (曼哈頓)和格蘭街之間的亨利街263至269號：亨利街安置會（263–267）和曾經的紐約市消防局消防站（269，右一）

40°42.8′N 73°59.4′W / 40.7133°N 73.9900°W
亨利街（路牌：軒利街，另譯顯利街）是美國紐約州紐約市曼哈頓下東區一條東西走向的街道。東起格蘭街，依次交蒙哥馬利街、克林頓街、羅格斯街和派克街，從下方穿過曼哈頓大橋後西止奧利弗街（Oliver Street）。
與曼哈頓相鄰的布魯克林區也有一條重名但不同的亨利街。

## 歷史
亨利街和與之交匯的羅格斯街均得名於美國革命戰爭英雄及慈善家亨利·羅格斯中校。
19世紀後期，居住在亨利街一帶骯臟廉租公寓内的移民生活條件惡劣，護士莉莉安·D·沃爾德和瑪麗·莫德·布魯斯特（Mary Maud Brewster）於1893年創辦原名護士安置會的亨利街安置會。現在的亨利街仍然是一處移民社區，並爲擴張中的曼哈頓華埠所吸收。
為表彰亨利街的多元文化歷史，亨利街國際研究學校於2004年在亨利街220號成立。學校六至八年級招收來自布朗克斯、曼哈頓、布魯克林區和皇後區的各種學生。該校是紐約市教育局「小學校運動」的一部分，這項改革倡議則獲亞洲協會和比爾及梅琳達·蓋茨基金會資助。 

## 建築
在蒙哥馬利街和格蘭街中間的亨利街290號，是修建於1827至1829年的聖公會聖奧古斯丁堂，原爲諸聖免費教堂。
建築由約翰·希斯（John Heath）設計，采用喬治亞式結構和哥特復興式尖頂窗，於1966年被列爲紐約市地標。
在與羅格斯街交匯的西北角，是位於亨利街16至18號的天主教聖德肋撒堂。這座哥特復興式教堂由羅格斯長老會修建於1843年，然而隨著愛爾蘭移民湧入街區，1863年後爲聖德肋撒堂所用至今。

## 影像
- 亨利街在紐約公共圖書館中的影像資料